# Phare de Megalonisi
Le phare de Megalonisi, également appelé phare Nisis Sigri est situé sur l'île de Megalonisi, à proximité du port de Sígri sur l'île de Lesbos en Grèce. Construit en 1861, il est reconstruit en 1947, en raison de la Seconde Guerre mondiale.

## Caractéristiques

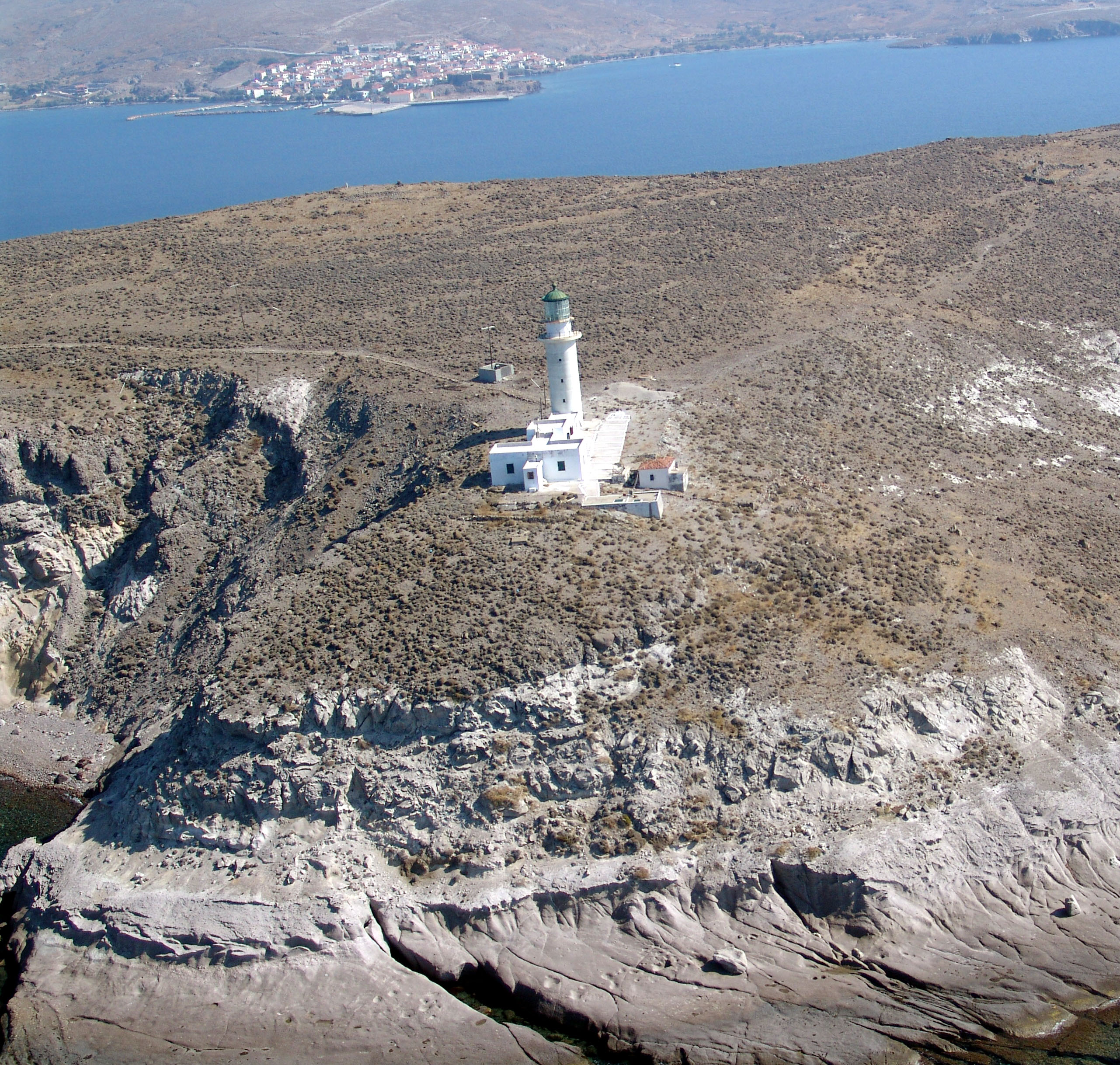
Le phare, avec Sígri au fond

Le phare est une tour cylindrique, accolée à la maison du gardien dont le dôme de la lanterne est de couleur verte. Il s'élève à 53 mètres au-dessus de la mer Égée.

## Codes internationaux
- ARLHS[2] : GRE-097
- NGA : 19732
- Admiralty[3] : E 4598

## Source
(en) [PDF] List of lights radio aids and fog signals - 2011 - The west coasts of Europe and Africa, the mediterranean sea, black sea an Azovskoye more (sea of Azov) (la liste des phares de l'Europe, selon la National Geospatial - Intelligence Agency)- Version 2011 - National Geospatial - Intelligence Agency - p. 336

## Lien connexe
Lesbos